# Atractus oculotemporalis
Espèce
Atractus oculotemporalis est une espèce de serpents de la famille des Dipsadidae.

## Répartition
Cette espèce est endémique du département d'Antioquia en Colombie.

## Publication originale
- Amaral, 1932 : Studies of Neotropical Ophidia. XXVII. On two small collections of snakes from Central Colombia. Bulletin of the Antivenin Institute of America, vol. 5, no 3, p. 66-68.